# Камп-Лейк (тауншип, Миннесота)
Камп-Лейк (англ. Camp Lake) — тауншип в округе Суифт, Миннесота, США. На 2000 год его население составило 222 человека.

## География
По данным Бюро переписи населения США площадь тауншипа составляет 92,8 км², из которых 91,7 км² занимает суша, а 1,1 км² — вода (1,14 %).

## Демография
По данным переписи населения 2000 года здесь находились 222 человека, 94 домохозяйства и 65 семей.  Плотность населения —  2,4 чел./км².  На территории тауншипа расположено 113 построек со средней плотностью 1,2 построек на один квадратный километр. Расовый состав населения: 98,65 % белых, 0,45 % афроамериканцев, 0,45 % — других рас США и 0,45 % приходится на две или более других рас. Испанцы или латиноамериканцы любой расы составляли 0,90 % от популяции тауншипа.
Из 94 домохозяйств в 25,5 % воспитывались дети до 18 лет, в 66,0 % проживали супружеские пары, в 2,1 % проживали незамужние женщины и в 29,8 % домохозяйств проживали несемейные люди. 25,5 % домохозяйств состояли из одного человека, при том 12,8 % из — одиноких пожилых людей старше 65 лет. Средний размер домохозяйства — 2,36, а семьи — 2,79 человека.
22,5 % населения — младше 18 лет, 6,8 % — в возрасте от 18 до 24 лет, 22,1 % — от 25 до 44, 25,2 % — от 45 до 64, и 23,4 % — старше 65 лет. Средний возраст — 44 года. На каждые 100 женщин приходилось 109,4 мужчин.  На каждые 100 женщин старше 18 приходилось 107,2 мужчин.
Средний годовой доход домохозяйства составлял 31 875 долларов, а средний годовой доход семьи —  36 875 долларов. Средний доход мужчин —  26 591  доллар, в то время как у женщин — 23 125. Доход на душу населения составил 17 084 доллара. За чертой бедности находились 5,3 % семей и 6,0 % всего населения тауншипа, из которых 2,4 % младше 18 и 23,4 % старше 65 лет.